# Euler (pattinaggio)
L’Euler (pron. Òiler; in Europa conosciuto anche come Thoren, dal nome del suo inventore, lo svedese Piers Thorén) è un salto del pattinaggio artistico. È l'unico salto che atterra col piede opposto alla normale uscita, e questo serve a rendere possibile l'inserimento del Flip e del Salchow all'interno delle sequenze o catene di salti. Il suo stacco è identico a quello del Rittberger e inizialmente non prevedeva un numero di rotazioni maggiore di uno, ma ad oggi è possibile effettuare questo salto anche doppio.